# Walter O'Brien (Personagem)

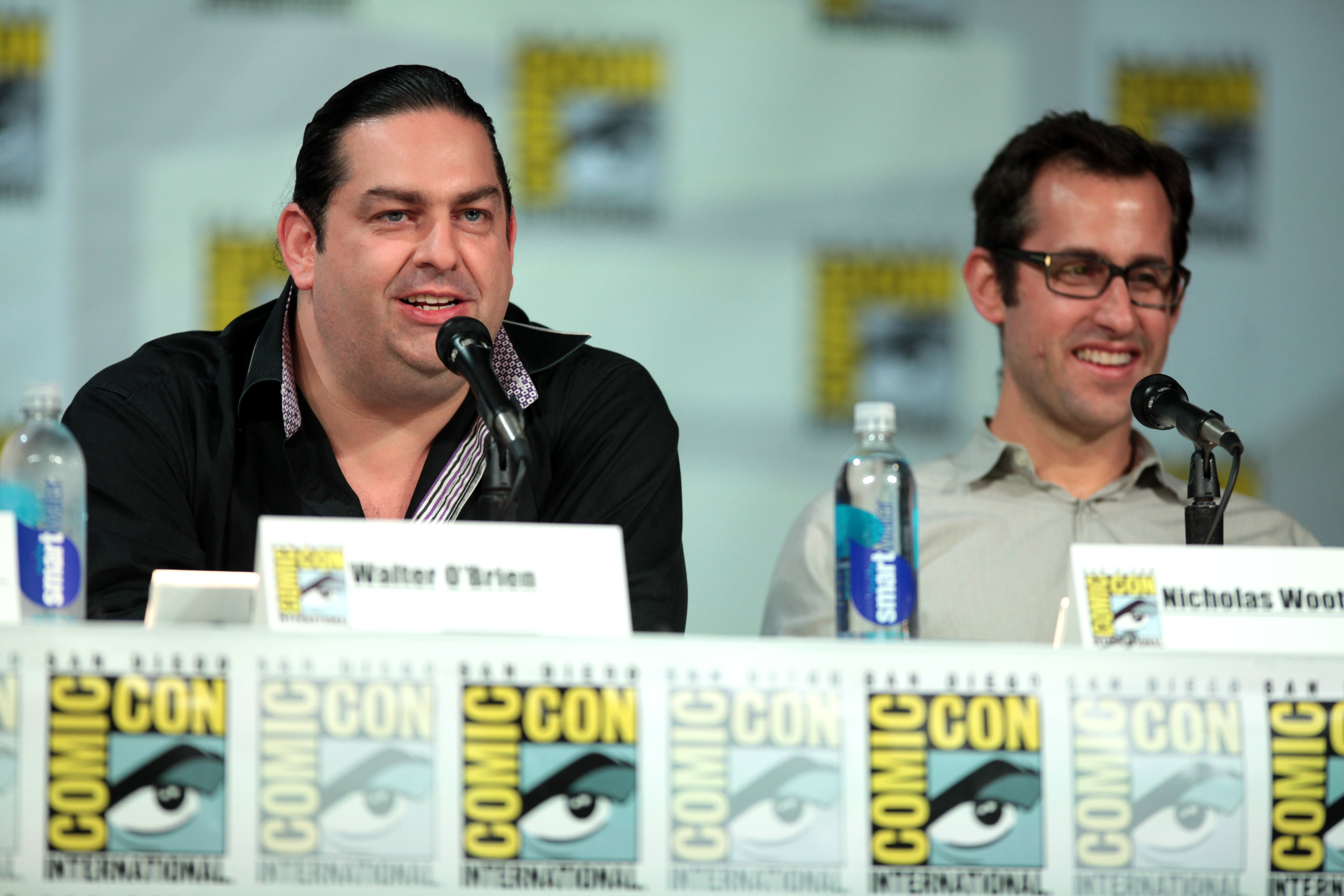
Elenco de Scorpion.

Walter O'Brien é a personagem principal ficcional da série de drama televisivo americana, Scorpion. A personagem é inspirada na vida real de Walter O'Brien, um especialista de computadores e hacker que numa tenra idade entrou ilegalmente nos servidores da NASA para obter ficheiros protegidos, e tem um QI de 197 num teste de QI. O personagem, feito pelo ator Elyes Gabel, segue uma trajetória livre de explorações da vida real que combatem o terrorismo e desastres em cada episódio da série.

## Origem e escolha da personagem
Walter O'Brien aproximou-se do produtor Scooter Braun, um produtor executivo do Scorpion com a ideia de fazer um programa sobre elel para atrair mais empregados génios à sua empresa. O actor Elyes Gabel protagoniza Walter O'Brien na série de televisão Scorpion.

## Caracterização
O recorrente protagonista Walter O'Brien é um génio com um QI de 197. O agente Cabe Gallo foi a pessoa que o trouxe de Dublin, Irlanda para a América depois de O'Brien ter entrado ilegalmente nos computadores da NASA para tirar plantas para a sua parede.
Walter O'Brien e uma equipa de solitários com quem fez amizade e trabalha são recrutados pelo agente federal Cabe Gallo do Departamento da Segurança Interna dos Estados Unidos para formar o Scorpion, assumido como sendo a última linha de defesa contra as ameaças complexas e de alta tecnologia pelo mundo. A equipa inclui O'Brien, uma das pessoas mais inteligentes do mundo com um QI de 197, e os seus amigos Sylvester Dodd, uma "calculadora humana" que lida com estatísticas; Happy Quinn, um "prodígio da mecânica"; e Toby Curtis, um "psiquiatra treinado mundialmente" (um especialista comportamental de Harvard). Paige Dineen é uma antiga empregada de mesa cuja interacção intuitiva com as pessoas traduz o mundo real para a equipa, e ele, em troca, ajudam-na a traduzir o seu filho prodígio, Ralph.
O tabloid francês Tele Star foi crítico da explicação da CBS que o Departamento de Segurança Interna era a agência de forças que apanhou Walter O'Brien depois do acesso à NASA.

### Personalidade
O'Brien é frequentemente descrito como o estereotipado "nerd" de computador. Ele é normalmente caracterizado como extremamente inteligente, socialmente inapto, e rigidamente lógico. Regularmente mostra uma falta de inteligência emocional e empatia, preferindo usar a lógica e a razão para "arranjar" o mundo à sua volta. O seu nível génio de QI permite-lhe resolver problemas que outras pessoas não conseguem, mas também lhe diminui a capacidade de se relacionar e empatizar com outras pessoas. Quando O'Brien sente que está a falhar uma tarefa, entra em pânico e começa a discutir com os que o rodeiam.
Tal como os seus amigos da equipa Scorpion, O'Brien é cientificamente inclinado e dotado com computadores. Por vezes mostra empatia, particularmente com a empática empregada Paige Dineen, que treina O'Brien e a equipa do Scorpion enquanto eles tentam amadurecer emocionalmente.

### Relações
O'Brien forma uma relação com Paige, protagonizada por Katharine McPhee, uma empregada de mesa quando conhece O'Brien e a sua equipa no episódio piloto, Ela trabalha para ajudar O'Brien e a sua equipa a interagir com as pessoas normais e aprende com O'Brien que o seu filho não tem problemas e é na verdade um génio. Ela também parece ter sentimento para com O'Brien, mas tem problemas em lidar com eles devido a O'Brien não acreditar que o amor e as emoções são reais.
No piloto, o agente Cabe Gallo recruta O'Brien e a sua equipa para ajudar o governo dos Estados Unidos a resolve um sério problema de tráfego aéreo e depois pergunta-lhes para se tornarem uma equipa permanente para ajudar em missões difíceis que surjam em que as principais organizações governamentais não tenham o poder ou capacidades tecnológicas para lidar, como armas nucleares roubadas e problemas semelhantes. Ele foi o que levou Walter da Irlanda e depois trabalhou com ele durante vários anos. Ele tiveram uma discussão quando O'Brien tinha 16 anos sobre várias baixas civis durante um ataque ao Iraque usando um programa de computador que Walter tinha criado com propósitos humanitários.
A irmã de O'Brien, megan O'Brien (morta), de quem ele era muito próximo, e um pai e uma mãe, de quem era menos próximo, pensaram que a morte da irmã ajudou-o a tentar emendar as suas dificuldades com relações. Ele também cresceu em Callan, Irlanda, onde a sua irmã o mantinha fora de sarilhos quando ele se armava demasiado em esperto.
A relação de O'Brien com a sua equipa é um pouco rochosa, devido aos seus pânicos e raivas do baixo QE, que acontece normalmente quando se metem em sarilhos numa missão. Mas felizmente, Paige ajuda-o a acalmar-se e evita que ele vá demasiado longe e a manter-se produtivo. Mas mesmo depois disto, os seus membros da equipa continuam a respeitá-lo como líder e gostam dele como amigo, mesmo quando ele consegue ser um pouco fechado e pensa no mundo em passos lógicos e equações como oposta a uma imprevisibilidade humana e emoções.